# Казачий (Оренбургская область)
Каза́чий — хутор в Оренбургском районе Оренбургской области. Входит в состав Караванного сельсовета.

## География
Хутор находится на расстоянии 31 км к востоку от города Оренбург, административного центра района и области.

### Часовой пояс
Хутор Казачий, как и вся Оренбургская область, находится в часовой зоне МСК+2. Смещение применяемого времени относительно UTC составляет +5:00.

## Население
| 2010 |
| ---- |
| 68   |

## Улицы
На хуторе имеется одна улица — Казачья.